# Оружане снаге Сан Марина
 Оружане снаге Сан Mарина (итал. Forze Armate Sammarinesi) представљају националне војно-одбрамбене снаге Републике Сан Марино. Једна је од најмањих војних сила на свету, са различитим гранама које имају различите функције, укључујући: вршење церемонијалних дужности; патролирање државном границом; постављање страже на владине зграде и помоћ полицији у већим кривичним случајевима. Постоји и војна жандармерија која је део војних снага државе. Читав војни корпус Сан Марина зависи од сарадње пуноправних снага и њихових задржаних (добровољачких) колега, познатијих као Corpi Militari Volontari илити Добровољне војне снаге.
Национална одбрана Сан Марина, према договору са светским силама, представља одговорност италијанских оружаних снага.
Не постоји обавезни војни рок, међутим, под посебним околностима, грађани од 16 до 55 година могу бити позвани у државну војску.

## Галерија
|  |  |